# Spaniocelyphus chinensis
Spaniocelyphus chinensis är en tvåvingeart som först beskrevs av Jacobson 1896.  Spaniocelyphus chinensis ingår i släktet Spaniocelyphus och familjen Celyphidae. Inga underarter finns listade i Catalogue of Life.